# Condado de Hampshire (Virgínia Ocidental)
O Condado de Hampshire é um dos 55 condados do Estado americano da Virgínia Ocidental. A sede do condado é Romney, e sua maior cidade é Romney - a cidade mais velha do Estado. O condado possui uma área de 1 662 km², uma população de 21 542 habitantes, e uma densidade populacional de 12 hab/km² (segundo o censo nacional de 2000). O Condado de Hampshire foi criado pelo Virginia General Assembly, em 13 de dezembro de 1753, por partes dos condados de Frederick e de Augusta (no Estado de Virgínia). Hampshire é o condado o mais velho da Virgínia Ocidental. A origem do nome do condado vem do condado homónimo localizado na Inglaterra.